# Путинцев, Константин Эдуардович
Константин Эдуардович Путинцев (род. 26 ноября 1963 года) — российский художник, член-корреспондент РАХ (2022).

## Биография
Родился 26 ноября 1963 года, сын советского и российского архитектора, члена-корреспондента РАХ Эдуарда Петровича Путинцева (1930-2023).
В 1987 году — окончил с отличием по специальности «Архитектура» Московский архитектурный институт.
С 1997 года — член Творческого союза художников России, с 2016 года — член Союза дизайнеров Москвы, с 2022 года — член Московского Союза художников.
С 2019 года — член Союза писателей России.
С 2014 года — избран почётным членом, в 2022 году — избран членом-корреспондентом Российской академии художеств от Отделения графики.

## Творческая деятельность
Основные произведения: графические циклы «Вертикали» (2001—2021), «Окекий месяцеслов» (2005—2021), «Лунная соната» (2006—2021), «Русская Америка» (2007—2012); «По Непалу и Бутану» (2011), «Галапагоссы» (2015), «Лена и Якутия» (2015—2016), «Антарктида» (2017), «Енисей» (2019—2021).
Автор книг: «Эдуард Путинцев» (2005), «Архитектура, живопись, поэзия. Эдуард Путинцев» (2000), «Жемчужина земли Русской» (2015), «Слово в акварельных тонах» (2018).
Участник выставок с 1997 года, в том числе «Династия. Пути и миры Путинцевых» в Российской академии художеств (Москва, 2018), «Брикс. От истоков к будущему» в Музее Н. И. Лобачевского (Казань, 2024).
Персональные выставки: «Красот ожившие мгновения…» и «Мир в акварельных тонах» (2019) в Государственном музее Востока, «От Волги до Антарктиды» в Национальной галерее в Йошкар-Оле (2023), «Вдоль параллелей и меридианов» в Рыбинском государственном историко-архитектурном и художественном музее-заповеднике (2024) и многие другие.

## Награды
- Золотая медаль ВДНХ (1987) — за дипломный проект «Северный город»
- Орден «Слава России» (2005)
- Медаль «Серафима Саровского» РПЦ
- Патриаршая грамота Патриарха Алексия II
- Благодарственные письма и грамоты Московской городской Думы
- Почетная грамота Президента РАХ (2024)